# Discographie de Sheila
Cet article présente la discographie de Sheila.
Icône des années yéyé, Sheila connaît un grand succès en France dès la sortie de son deuxième 45 tours en 1963, L'école est finie, qui se classe n°1 durant plusieurs semaines. Elle classera huit autres titres en tête des ventes en France : Première surprise-partie, Vous les copains, Le Folklore américain, L'Heure de la sortie, Adios Amor, Petite fille de français moyen, Les Rois mages et Les Gondoles à Venise.
À la fin des années 1970, elle connaît un succès international avec le groupe Sheila Black Devotion, avec qui elle enregistre des titres disco comme Love Me Baby, Singin' in the Rain, You Light My Fire ou encore Spacer.
Plusieurs chiffres apparaissent dans les médias au sujet de ses ventes de disques,,,.
En France, pays où la chanteuse a connu le plus de succès, le total de ses ventes est estimé à près de 28 millions,,.

## Albums

### Albums studio
| Année | Album                                 | Classements | Classements | Classements | Classements | Classements | Classements | Classements | Classements | Classements | Classements | Classements | Classements | Classements | Classements | Classements | Classements | Certifications |
| Année | Album                                 | ÉU          | CAN         | RU          | IRL         | FRA         | BE/W        | BE/F        | SUI         | ITA         | ESP         | PB          | ALL         | AUT         | SUE         | FIN         | AUS         | Certifications |
| ----- | ------------------------------------- | ----------- | ----------- | ----------- | ----------- | ----------- | ----------- | ----------- | ----------- | ----------- | ----------- | ----------- | ----------- | ----------- | ----------- | ----------- | ----------- | -------------- |
| 1963  | Le Sifflet des copains                | -           | -           | -           |             |             |             |             |             |             |             |             | -           |             |             | -           |             |                |
| 1964  | Ecoute ce disque                      | -           | -           | -           |             |             |             |             |             |             |             |             | -           |             |             | -           |             |                |
| 1965  | Tous les deux - Le Folklore américain | -           | -           | -           |             |             |             |             |             |             |             |             | -           |             |             | -           |             |                |
| 1966  | L'Heure de la sortie                  | -           | -           | -           |             |             |             |             |             |             |             |             | -           |             |             | -           |             |                |
| 1967  | Dans une heure                        | -           | -           | -           |             |             |             |             |             |             |             |             | -           |             |             | -           |             |                |
| 1968  | Long sera l'hiver                     | -           | -           | -           |             |             |             |             |             |             |             |             | -           |             |             | -           |             |                |
| 1969  | Oncle Jo                              | -           | -           | -           |             |             |             |             |             |             |             | -           | -           |             |             | -           |             |                |
| 1970  | Reviens je t'aime                     | -           | -           | -           |             |             |             |             |             | -           | -           | -           | -           |             |             | -           | -           |                |
| 1971  | Love                                  | -           | -           | -           |             |             |             |             |             | -           | -           | -           | -           |             |             | -           | -           |                |
| 1972  | Poupée de porcelaine                  | -           | -           | -           |             |             |             |             |             | -           | -           | -           | -           |             |             | -           | -           |                |
| 1973  | Spécial Sheila & Ringo                | -           | -           | -           |             |             |             |             |             | -           | -           | -           | -           | -           |             | -           | -           |                |
| 1974  | Sheila-Ringo                          | -           | -           | -           |             |             |             |             |             | -           | -           | -           | -           | -           |             | -           | -           |                |
| 1975  | Quel Tempérament de feu               | -           | -           | -           |             |             |             |             |             | -           | -           | -           | -           | -           | -           | -           | -           |                |
| 1976  | L'Amour qui brûle en moi              | -           | -           | -           |             |             |             |             |             | -           | -           | -           | -           | -           | -           | -           | -           |                |
| 1977  | Singin' in the rain                   | -           | -           | -           |             |             |             |             |             | 4           | -           | -           | -           | -           | 8           | 8           | -           |                |
| 1979  | Disque d'or - Sheila & B.Devotion     | -           | -           | -           |             |             |             |             |             | -           | -           | -           | -           | -           | -           | -           | -           |                |
| 1980  | King of the World                     | -           | -           | -           |             |             |             |             |             | -           | -           | -           | -           | -           | -           | -           | -           |                |
| 1980  | Pilote sur les ondes                  | -           | -           | -           |             |             |             |             |             | -           | -           | -           | -           | -           | -           | -           | -           |                |
| 1981  | Little Darlin'                        | -           | -           | -           |             |             |             |             |             | -           | -           | -           | -           | -           | -           | -           | -           |                |
| 1983  | On dit                                | -           | -           | -           |             |             |             |             | -           | -           | -           | -           | -           | -           | -           | -           | -           |                |
| 1984  | Je suis comme toi                     | -           | -           | -           |             |             |             |             | -           | -           | -           | -           | -           | -           | -           | -           | -           |                |
| 1988  | Tendances                             | -           | -           | -           | -           | -           |             |             | -           | -           | -           | -           | -           | -           | -           | -           | -           |                |
| 1999  | Dense                                 | -           | -           | -           | -           | 56          | -           | -           | -           | -           | -           | -           | -           | -           | -           | -           | -           |                |
| 2002  | Seulement pour toi                    | -           | -           | -           | -           | 47          | -           | -           | -           | -           | -           | -           | -           | -           | -           | -           | -           |                |
| 2012  | Solide                                | -           | -           | -           | -           | 53          | 52          | -           | -           | -           | -           | -           | -           | -           | -           | -           | -           |                |
| 2021  | Venue d'ailleurs                      | -           | -           | -           | -           | 11          | 4           | -           | 25          | -           | -           | -           | -           | -           | -           | -           | -           |                |
| 2025  | À l'avenir                            |             |             |             |             | 15          | 12          |             | 85          |             |             |             |             |             |             |             |             |                |

Les cases grisées signifient que les classements ne sont pas disponibles.

### Albums Live
| Année | Album                          | Classements | Classements | Classements | Classements | Classements | Classements | Classements | Classements | Classements | Classements | Classements | Classements | Classements | Classements | Classements | Classements | Certifications |
| Année | Album                          | ÉU          | CAN         | RU          | IRL         | FRA         | BE/W        | BE/F        | SUI         | ITA         | ESP         | PB          | ALL         | AUT         | SUE         | FIN         | AUS         | Certifications |
| ----- | ------------------------------ | ----------- | ----------- | ----------- | ----------- | ----------- | ----------- | ----------- | ----------- | ----------- | ----------- | ----------- | ----------- | ----------- | ----------- | ----------- | ----------- | -------------- |
| 1985  | Sheila au Zénith 85            | -           | -           | -           |             | -           |             |             | -           | -           | -           | -           | -           | -           | -           | -           | -           |                |
| 1989  | Live à l'Olympia 89            | -           | -           | -           | -           | -           |             |             | -           | -           | -           | -           | -           | -           | -           | -           | -           |                |
| 1998  | Live à l'Olympia 98            | -           | -           | -           | -           | -           | -           | -           | -           | -           | -           | -           | -           | -           | -           | -           | -           |                |
| 2003  | Jamais deux sans toi           | -           | -           | -           | -           | 54          | -           | -           | -           | -           | -           | -           | -           | -           | -           | -           | -           | : Or           |
| 2008  | C'est écrit                    | -           | -           | -           | -           | 56          | 64          | -           | -           | -           | -           | -           | -           | -           | -           | -           | -           |                |
| 2018  | Live au Casino de Paris        | -           | -           | -           | -           | 81          | 172         | -           | -           | -           | -           | -           | -           | -           | -           | -           | -           |                |
| 2023  | Live à Bruxelles, Cirque Royal | -           | -           | -           | -           | 26          | 19          | -           | -           | -           | -           | -           | -           | -           | -           | -           | -           |                |

Les cases grisées signifient que les classements ne sont pas disponibles.

#### Albums Live multi-artistes
- 2009 : Âge Tendre - Saison 4 - La Tournée des Idoles
- 2010 : Âge Tendre - Saison 5
- 2017 : Âge Tendre - Saison 10

### Compilations
| Année | Album                     | Classements | Classements | Classements | Classements | Classements | Classements | Classements | Classements | Classements | Classements | Classements | Classements | Classements | Classements | Classements | Classements | Certifications |
| Année | Album                     | ÉU          | CAN         | RU          | IRL         | FRA         | BE/W        | BE/F        | SUI         | ITA         | ESP         | PB          | ALL         | AUT         | SUE         | FIN         | AUS         | Certifications |
| ----- | ------------------------- | ----------- | ----------- | ----------- | ----------- | ----------- | ----------- | ----------- | ----------- | ----------- | ----------- | ----------- | ----------- | ----------- | ----------- | ----------- | ----------- | -------------- |
| 1989  | Les plus grands succès    | -           | -           | -           | -           | 10          |             |             | -           | -           | -           | -           | -           | -           | -           | -           | -           | : Or           |
| 1998  | Le meilleur de Sheila     | -           | -           | -           | -           | 33          | -           | -           | -           | -           | -           | -           | -           | -           | -           | -           | -           |                |
| 2006  | Juste comme ça            | -           | -           | -           | -           | 82          | 64          | -           | -           | -           | -           | -           | -           | -           | -           | -           | -           |                |
| 2007  | The Disco Singles         | -           | -           | -           | -           | 109         | -           | -           | -           | -           | -           | -           | -           | -           | -           | -           | -           |                |
| 2007  | On sait pas s'aimer       | -           | -           | -           | -           | 148         | -           | -           | -           | -           | -           | -           | -           | -           | -           | -           | -           |                |
| 2016  | Le coffret essentiel      | -           | -           | -           | -           | 170         | -           | -           | -           | -           | -           | -           | -           | -           | -           | -           | -           |                |
| 2016  | Rétrospective             | -           | -           | -           | -           | 26          | 93          | -           | -           | -           | -           | -           | -           | -           | -           | -           | -           |                |
| 2022  | Best of 60e anniversaire  | -           | -           | -           | -           | 21          | 17          | -           | -           | -           | -           | -           | -           | -           | -           | -           | -           |                |
| 2022  | From Paris to Los Angeles | -           | -           | -           | -           | 50          | 47          | -           | -           | -           | -           | -           | -           | -           | -           | -           | -           |                |

Ne sont présentés ci-dessus que les albums ayant été classés ou ayant reçu un disque de certification.
Les cases grisées signifient que les classements ne sont pas disponibles.

 Les cases vertes signifient qu'il s'agit du Top Compilations et non du Top Albums.

## Singles

### Années 1960
| Année | Single                                        | Classements | Classements | Classements | Classements | Classements | Classements | Classements | Classements | Classements | Classements | Classements | Classements | Classements | Classements | Classements | Classements | Ventes  |
| Année | Single                                        | ÉU          | CAN         | RU          | IR          | FRA         | BE/W        | BE/F        | SUI         | ITA         | ESP         | PB          | ALL         | SUE         | ARG         | JAP         | AUS         | Ventes  |
| ----- | --------------------------------------------- | ----------- | ----------- | ----------- | ----------- | ----------- | ----------- | ----------- | ----------- | ----------- | ----------- | ----------- | ----------- | ----------- | ----------- | ----------- | ----------- | ------- |
| 1962  | Sheila                                        | -           | -           | -           | -           | 9           | 7           | -           | -           | -           | -           | -           | -           | -           | -           | -           | -           | 100 000 |
| 1963  | L'École est finie                             | -           | -           | -           | -           | 1           | 2           | -           | 9           | -           | 4           | -           | -           | -           | -           | -           | -           | 600 000 |
| 1963  | Pendant les vacances Première surprise-partie | -           | -           | -           | -           | 1           | 3           | -           | -           | -           | 11          | -           | -           | -           | -           | -           | -           | 300 000 |
| 1963  | Le sifflet des copains                        | -           | -           | -           | -           | 2           | 12          | -           | -           | -           | -           | -           | -           | -           | -           | -           | -           | 300 000 |
| 1964  | Hello petite fille                            | -           | -           | -           | -           | 5           | 19          | -           | -           | -           | -           | -           | -           | -           | -           | -           | -           | 150 000 |
| 1964  | Chaque instant de chaque jour                 | -           | -           | -           | -           | 7           | 4           | -           | -           | -           | -           | -           | -           | -           | -           | -           | -           | 150 000 |
| 1964  | Vous les copains                              | -           | -           | -           | -           | 1           | 3           | -           | -           | -           | -           | -           | -           | -           | -           | -           | -           | 400 000 |
| 1965  | Toujours des beaux jours                      | -           | -           | -           | -           | 6           | 10          | -           | -           | -           | -           | -           | -           | -           | -           | 20          | -           | 150 000 |
| 1965  | C'est toi que j'aime                          | -           | -           | -           | -           | 2           | 13          | -           | -           | -           | -           | -           | -           | -           | -           | -           | -           | 300 000 |
| 1965  | Devant le juke-box (avec Akim)                | -           | -           | -           | -           | 8           | 8           | -           | -           | -           | -           | -           | -           | -           | -           | -           | -           | 150 000 |
| 1965  | Le Folklore américain                         | -           | -           | -           | -           | 1           | 1           | 8           | -           | -           | -           | -           | -           | -           | -           | -           | -           | 500 000 |
| 1966  | Le cinéma                                     | -           | -           | -           | -           | 2           | 1           | 5           | -           | -           | -           | -           | -           | -           | -           | -           | -           | 300 000 |
| 1966  | Bang Bang                                     | -           | -           | -           | -           | 2           | 4           | -           | -           | -           | -           | -           | -           | -           | -           | -           | -           | 250 000 |
| 1966  | L'heure de la sortie                          | -           | -           | -           | -           | 1           | 5           | -           | -           | -           | -           | -           | -           | -           | -           | 9           | -           | 300 000 |
| 1967  | La famille                                    | -           | -           | -           | -           | 2           | 7           | -           | -           | -           | -           | -           | -           | -           | -           | -           | -           | 200 000 |
| 1967  | Adios amor                                    | -           | -           | -           | -           | 1           | 2           | 16          | -           | -           | -           | -           | -           | -           | -           | -           | -           | 300 000 |
| 1967  | Dans une heure                                | -           | -           | -           | -           | 2           | 4           | -           | -           | -           | -           | -           | -           | -           | -           | -           | -           | 250 000 |
| 1968  | Quand une fille aime un garçon                | -           | -           | -           | -           | 2           | 6           | -           | -           | -           | -           | -           | -           | -           | -           | -           | -           | 200 000 |
| 1968  | Petite fille de français moyen                | -           | -           | -           | -           | 1           | 5           | -           | -           | -           | -           | -           | -           | -           | -           | -           | -           | 250 000 |
| 1968  | Long sera l'hiver                             | -           | -           | -           | -           | 5           | 12          | -           | -           | -           | -           | -           | -           | -           | -           | -           | -           | 100 000 |
| 1969  | Arlequin                                      | -           | -           | -           | -           | 6           | 12          | -           | -           | -           | -           | -           | -           | -           | -           | -           | -           | 200 000 |
| 1969  | Love Maestro please                           | -           | -           | -           | -           | 13          | 21          | -           | -           | -           | -           | -           | -           | -           | -           | -           | -           | 100 000 |
| 1969  | Oncle Jo                                      | -           | -           | -           | -           | 7           | 5           | -           | -           | -           | -           | -           | -           | -           | -           | -           | -           | 100 000 |

### Années 1970
| Année | Single                                                                        | Classements | Classements | Classements | Classements | Classements | Classements | Classements | Classements | Classements | Classements | Classements | Classements | Classements | Classements | Classements | Classements | Ventes  |
| Année | Single                                                                        | ÉU          | CAN         | RU          | IR          | FRA         | BE/W        | BE/F        | SUI         | ITA         | ESP         | PB          | ALL         | SUE         | ARG         | JAP         | AUS         | Ventes  |
| ----- | ----------------------------------------------------------------------------- | ----------- | ----------- | ----------- | ----------- | ----------- | ----------- | ----------- | ----------- | ----------- | ----------- | ----------- | ----------- | ----------- | ----------- | ----------- | ----------- | ------- |
| 1970  | Julietta                                                                      | -           | -           | -           | -           | 6           | 9           | -           | -           | -           | -           | -           | -           | -           | -           | -           | -           | 200 000 |
| 1970  | Ma vie à t'aimer                                                              | -           | -           | -           | -           | 13          | 27          | -           | -           | -           | -           | -           | -           | -           | -           | -           | -           | 75 000  |
| 1970  | Reviens, je t'aime                                                            | -           | -           | -           | -           | 4           | 6           | -           | -           | -           | -           | -           | -           | -           | -           | -           | -           | 250 000 |
| 1971  | Les Rois Mages                                                                | -           | -           | -           | -           | 1           | 1           | 2           | -           | -           | 10          | -           | -           | -           | 9           | -           | -           | 600 000 |
| 1971  | Blancs, jaunes, rouges, noirs                                                 | -           | -           | -           | -           | 4           | 20          | -           | -           | -           | -           | -           | -           | -           | -           | -           | -           | 200 000 |
| 1971  | J'adore (avec Aldo Maccione)                                                  | -           | -           | -           | -           | 13          | 22          | -           | -           | -           | -           | -           | -           | -           | -           | -           | -           | 100 000 |
| 1972  | Samson et Dalila                                                              | -           | -           | -           | -           | 8           | 12          | -           | -           | -           | -           | -           | -           | -           | -           | -           | -           | 150 000 |
| 1972  | Le Mari de Mama                                                               | -           | -           | -           | -           | 9           | 6           | -           | -           | -           | -           | -           | -           | -           | -           | -           | -           | 200 000 |
| 1972  | Poupée de porcelaine                                                          | -           | -           | -           | -           | 4           | 6           | -           | -           | -           | -           | -           | -           | -           | -           | -           | -           | 400 000 |
| 1973  | Les Gondoles à Venise (avec Ringo)                                            | -           | -           | -           | -           | 1           | 2           | -           | -           | -           | -           | -           | -           | -           | -           | -           | -           | 600 000 |
| 1973  | Adam et Eve                                                                   | -           | -           | -           | -           | 6           | 9           | -           | -           | -           | -           | -           | -           | -           | -           | -           | -           | 250 000 |
| 1973  | Mélancolie                                                                    | -           | -           | -           | -           | 4           | 2           | -           | -           | -           | -           | -           | -           | -           | -           | -           | -           | 400 000 |
| 1974  | Le couple                                                                     | -           | -           | -           | -           | 9           | 15          | -           | -           | -           | -           | -           | -           | -           | -           | -           | -           | 200 000 |
| 1974  | Tu es le soleil                                                               | -           | -           | -           | -           | 2           | 3           | -           | -           | -           | -           | -           | -           | -           | -           | -           | -           | 300 000 |
| 1974  | Ne fais pas tanguer le bateau                                                 | -           | -           | -           | -           | 2           | 5           | -           | -           | -           | -           | -           | -           | -           | -           | -           | -           | 500 000 |
| 1975  | C'est le cœur (les ordres du docteur)                                         | -           | -           | -           | -           | 3           | 1           | -           | -           | -           | -           | -           | -           | -           | -           | -           | -           | 400 000 |
| 1975  | Aimer avant de mourir                                                         | -           | -           | -           | -           | 3           | 3           | -           | -           | -           | -           | -           | -           | -           | -           | -           | -           | 250 000 |
| 1975  | Quel tempérament de feu                                                       | -           | -           | -           | -           | 2           | 1           | -           | -           | -           | -           | -           | -           | -           | -           | -           | -           | 500 000 |
| 1976  | Un prince en exil                                                             | -           | -           | -           | -           | 4           | 1           | -           | -           | -           | -           | -           | -           | -           | -           | -           | -           | 300 000 |
| 1976  | Patrick, mon chéri                                                            | -           | -           | -           | -           | 3           | 3           | -           | -           | -           | -           | -           | -           | -           | -           | -           | -           | 300 000 |
| 1976  | Les femmes                                                                    | -           | -           | -           | -           | 8           | 5           | -           | -           | -           | -           | -           | -           | -           | -           | -           | -           | 150 000 |
| 1977  | L'amour qui brûle en moi                                                      | -           | -           | -           | -           | 8           | 7           | -           | -           | -           | -           | -           | -           | -           | -           | -           | -           | 200 000 |
| 1977  | L'Arche de Noé                                                                | -           | -           | -           | -           | 3           | 5           | -           | -           | -           | -           | -           | -           | -           | -           | -           | -           | 300 000 |
| 1977  | Love Me Baby (avec B. Devotion)                                               | -           | -           | -           | -           | 4           | 1           | 14          | -           | 3           | 14          | 19          | 9           | -           | -           | -           | -           | 600 000 |
| 1977  | Singin' in the Rain (avec B. Devotion)                                        | -           | -           | 11          | -           | 3           | 1           | 2           | -           | 3           | 20          | 4           | 6           | 2           | -           | -           | 23          | 500 000 |
| 1978  | I don't need a doctor (avec B. Devotion) Hotel de la plage (avec B. Devotion) | -           | -           | -           | -           | 9           |             | 20          | -           | -           | -           | -           | -           | -           | -           | -           | -           | 300 000 |
| 1978  | You light my fire (avec B. Devotion)                                          | -           | -           | 44          | 13          | 9           |             | -           | -           | -           | -           | -           | 36          | -           | -           | -           | -           | 150 000 |
| 1978  | Kennedy Airport                                                               | -           | -           | -           | -           | 3           |             | -           | -           | -           | -           | -           | -           | -           | -           | -           | -           | 400 000 |
| 1979  | Seven lonely days (avec B. Devotion)                                          | -           | -           | -           | -           | 7           |             | -           | -           | -           | -           | -           | 50          | 16          | -           | -           | -           | 200 000 |
| 1979  | No, no, no, no (avec B. Devotion)                                             | -           | -           | -           | -           | -           |             | -           | -           | -           | -           | -           | -           | -           | -           | -           | -           |         |
| 1979  | Spacer (avec B. Devotion)                                                     | -           | -           | 18          | 8           | 4           |             | 14          | -           | 6           | -           | 22          | 9           | -           | -           | -           | 95          | 400 000 |

Les cases grisées signifient que les classements ne sont pas disponibles.

### Années 1980
| Année | Single                               | Classements | Classements | Classements | Classements | Classements | Classements | Classements | Classements | Classements | Classements | Classements | Classements | Classements | Classements | Classements | Classements | Ventes  |
| Année | Single                               | ÉU          | CAN         | RU          | IR          | FRA         | BE/W        | BE/F        | SUI         | ITA         | ESP         | PB          | ALL         | SUE         | ARG         | JAP         | AUS         | Ventes  |
| ----- | ------------------------------------ | ----------- | ----------- | ----------- | ----------- | ----------- | ----------- | ----------- | ----------- | ----------- | ----------- | ----------- | ----------- | ----------- | ----------- | ----------- | ----------- | ------- |
| 1980  | King of the World (avec B. Devotion) | -           | -           | -           | -           | 13          |             | -           | -           | -           | -           | -           | -           | -           | -           | -           | -           | 200 000 |
| 1980  | Pilote sur les ondes                 | -           | -           | -           | -           | 20          |             | -           | -           | -           | -           | -           | -           | -           | -           | -           | -           | 100 000 |
| 1981  | Les sommets blancs de Wolfgang       | -           | -           | -           | -           | -           |             | -           | -           | -           | -           | -           | -           | -           | -           | -           | -           |         |
| 1981  | Et ne la ramène pas                  | -           | -           | -           | -           | 5           |             | -           | -           | -           | -           | -           | -           | -           | -           | -           | -           | 300 000 |
| 1981  | Une affaire d'amour                  | -           | -           | -           | -           | -           |             | -           | -           | -           | -           | -           | -           | -           | -           | -           | -           |         |
| 1981  | Little Darlin'                       | 49          | -           | -           | -           | -           |             | -           | -           | -           | -           | -           | -           | -           | -           | -           | -           | 80 000  |
| 1981  | Runner                               | -           | -           | -           | -           | -           |             | -           | -           | -           | -           | -           | -           | -           | -           | -           | -           |         |
| 1982  | La tendresse d'un homme              | -           | -           | -           | -           | -           |             | -           | -           | -           | -           | -           | -           | -           | -           | -           | -           | 80 000  |
| 1982  | Glori-Gloria                         | -           | -           | -           | -           | 8           |             | -           | -           | -           | -           | -           | -           | -           | -           | -           | -           | 300 000 |
| 1983  | Tangue au                            | -           | -           | -           | -           | -           |             | -           | -           | -           | -           | -           | -           | -           | -           | -           | -           | 80 000  |
| 1983  | Jeanie                               | -           | -           | -           | -           | -           |             | -           | -           | -           | -           | -           | -           | -           | -           | -           | -           |         |
| 1984  | Plus de problème                     | -           | -           | -           | -           | -           |             | -           | -           | -           | -           | -           | -           | -           | -           | -           | -           |         |
| 1984  | Le film à l'envers                   | -           | -           | -           | -           | -           |             | -           | -           | -           | -           | -           | -           | -           | -           | -           | -           |         |
| 1985  | Je suis comme toi                    | -           | -           | -           | -           | 43          |             | -           | -           | -           | -           | -           | -           | -           | -           | -           | -           |         |
| 1985  | Chanteur de funky                    | -           | -           | -           | -           | -           |             | -           | -           | -           | -           | -           | -           | -           | -           | -           | -           |         |
| 1987  | Comme aujourd'hui                    | -           | -           | -           | -           | 37          |             | -           | -           | -           | -           | -           | -           | -           | -           | -           | -           |         |
| 1987  | C'est ma vie                         | -           | -           | -           | -           | -           |             | -           | -           | -           | -           | -           | -           | -           | -           | -           | -           |         |
| 1988  | Pour te retrouver                    | -           | -           | -           | -           | -           |             | -           | -           | -           | -           | -           | -           | -           | -           | -           | -           |         |
| 1988  | Fragile                              | -           | -           | -           | -           | -           |             | -           | -           | -           | -           | -           | -           | -           | -           | -           | -           |         |
| 1989  | Partir                               | -           | -           | -           | -           | -           |             | -           | -           | -           | -           | -           | -           | -           | -           | -           | -           |         |
| 1989  | Le tam-tam du vent                   | -           | -           | -           | -           | 45          |             | -           | -           | -           | -           | -           | -           | -           | -           | -           | -           |         |

Les cases grisées signifient que les classements ne sont pas disponibles.

### Depuis les années 1990
| Année | Single                       | Classements | Classements | Classements | Classements | Classements | Classements | Classements | Classements | Classements | Classements | Classements | Classements | Classements | Classements | Classements | Classements | Ventes |
| Année | Single                       | ÉU          | CAN         | RU          | IR          | FRA         | BE/W        | BE/F        | SUI         | ITA         | ESP         | PB          | ALL         | SUE         | ARG         | JAP         | AUS         | Ventes |
| ----- | ---------------------------- | ----------- | ----------- | ----------- | ----------- | ----------- | ----------- | ----------- | ----------- | ----------- | ----------- | ----------- | ----------- | ----------- | ----------- | ----------- | ----------- | ------ |
| 1992  | Spacer (Remix 92)            | -           | -           | -           | -           | -           |             | -           | -           | -           | -           | -           | -           | -           | -           | -           | -           |        |
| 1992  | On s'dit plus rien           | -           | -           | -           | -           | -           |             | -           | -           | -           | -           | -           | -           | -           | -           | -           | -           |        |
| 1998  | Spacer (Remix 98)            | -           | -           | -           | -           | 86          | -           | -           | -           | -           | -           | -           | -           | -           | -           | -           | -           |        |
| 1998  | Les Rois mages (Remix 98)    | -           | -           | -           | -           | 89          | -           | -           | -           | -           | -           | -           | -           | -           | -           | -           | -           |        |
| 1998  | Medley Disco                 | -           | -           | -           | -           | -           | -           | -           | -           | -           | -           | -           | -           | -           | -           | -           | -           |        |
| 1999  | Dense                        | -           | -           | -           | -           | -           | -           | -           | -           | -           | -           | -           | -           | -           | -           | -           | -           |        |
| 2000  | Love Will Keep Us Together   | -           | -           | -           | -           | -           | -           | -           | -           | -           | -           | -           | -           | -           | -           | -           | -           |        |
| 2006  | L'Amour pour seule prière    | -           | -           | -           | -           | -           | -           | -           | -           | -           | -           | -           | -           | -           | -           | -           | -           |        |
| 2008  | On sait pas s'aimer          | -           | -           | -           | -           | -           | -           | -           | -           | -           | -           | -           | -           | -           | -           | -           | -           |        |
| 2012  | J'avais envie de vous revoir | -           | -           | -           | -           | -           | -           | -           | -           | -           | -           | -           | -           | -           | -           | -           | -           |        |
| 2012  | Pour sauver l'amour          | -           | -           | -           | -           | 126         | -           | -           | -           | -           | -           | -           | -           | -           | -           | -           | -           |        |
| 2012  | Je pardonnerai               | -           | -           | -           | -           | -           | -           | -           | -           | -           | -           | -           | -           | -           | -           | -           | -           |        |
| 2018  | Little Darlin' (Remix)       | -           | -           | -           | -           | 36          | -           | -           | -           | -           | -           | -           | -           | -           | -           | -           | -           |        |
| 2019  | Spacer (Remix 2019)          | -           | -           | -           | -           | 11          | -           | -           | -           | -           | -           | -           | -           | -           | -           | -           | -           |        |
| 2020  | 7e continent                 | -           | -           | -           | -           | 4           | -           | -           | -           | -           | -           | -           | -           | -           | -           | -           | -           |        |
| 2021  | Tous yéyés                   | -           | -           | -           | -           | -           | -           | -           | -           | -           | -           | -           | -           | -           | -           | -           | -           |        |
| 2021  | La rumeur                    | -           | -           | -           | -           | -           | -           | -           | -           | -           | -           | -           | -           | -           | -           | -           | -           |        |
| 2021  | Chaman                       | -           | -           | -           | -           | -           | -           | -           | -           | -           | -           | -           | -           | -           | -           | -           | -           |        |
| 2025  | À l'avenir                   | -           | -           | -           | -           | -           | -           | -           | -           | -           | -           | -           | -           | -           | -           | -           | -           |        |
| 2025  | Et Dieu dans tout ça ?       | -           | -           | -           | -           | -           | -           | -           | -           | -           | -           | -           | -           | -           | -           | -           | -           |        |

Les cases grisées signifient que les classements ne sont pas disponibles.

## Vidéographie

### Concerts
- 1999 : Live Olympia 1998
- 2003 : Jamais deux sans toi
- 2006 : Live 89 à l'Olympia
- 2008 : C'est écrit
- 2016 : Rétrospective
- 2018 : Live au Casino de Paris
- 2023 : Live à Bruxelles, Cirque Royal

### Compilations
- 1996 : La cassette d'or

### Films
- 2014 : L'Année du bac, de Maurice Delbez et José-André Lacour
- 2022 : Bang-bang, de Serge Piollet

## Collaborations
- 1985 : La chanson de la vie (avec Femmes du Monde)
- 1985 : Johnny Hallyday Zénith 85, album live posthume de Johnny Hallyday parut le 30 août 2024 : ils chantent en duo Mon p'tit loup (ça va faire mal).
- 2000 : Noël ensemble
- 2003 : Combat Combo (avec Le Cœur des Femmes)